# تعليم انتقالي ثنائي اللغة
التعليم الانتقالي ثنائي اللغة هو نظرية تعليمية تنص على أن الأطفال يمكنهم بسهولة غالبًا اكتساب الطلاقة في اللغة الثانية من خلال اكتساب الطلاقة أولاً في لغتهم الأم. وتُعرف الطلاقة بأنها الطلاقة اللغوية (على سبيل المثال التحدث) وكذلك معرفة القراءة والكتابة.
والهدف من التعليم الانتقالي ثنائي اللغة هو المساعدة في انتقال الطالب إلى الفصل الدراسي الذي تُستخدم فيه اللغة الإنجليزية فقط في أسرع وقت ممكن.  ويقوم المدرس ثنائي اللغة بتعليم الأطفال في موضوعات مثل الرياضيات والعلوم والدراسات الاجتماعية بلغتهم الأم، بحيث عندما ينتقل الطالب إلى الفصل الدراسي الذي تستخدم فيه اللغة الإنجليزية فقط تكون لديه المعرفة الضرورية للتنافس مع أقرانه في جميع الموضوعات الدراسية.  وعادة ما يكون طول المدة الدراسية اللازمة لتعلم الطالب اللغة الإنجليزية أثناء دراسته للمواد الأخرى بلغته الأم ثلاث سنوات.  وقد أظهرت الأبحاث أن العديد من المهارات المكتسبة في لغته الأصلية يمكن نقلها بسهولة إلى لغة ثانية في وقت لاحق.